# 龍門寺 (岐阜県七宗町)

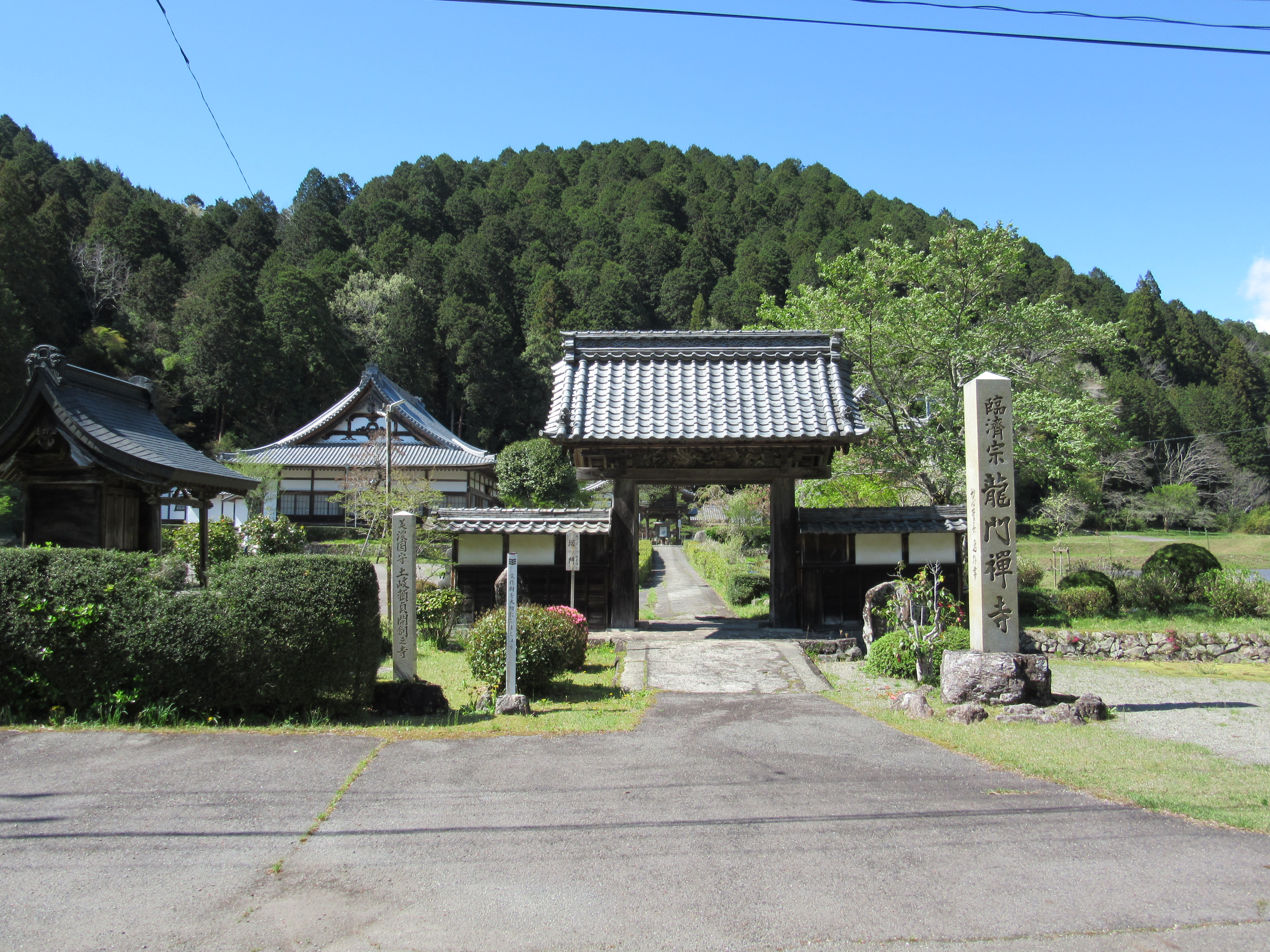
七宗町龍門寺・山門

龍門寺（りょうもんじ）は岐阜県加茂郡七宗町にある臨済宗妙心寺派準別格地の寺院。山号は神渕山。

## 歴史
岐阜県の臨済宗寺院の中でも鎌倉時代に遡る屈指の古刹である。
延慶元年（1308年）、初代美濃国守護大名の土岐頼貞が元から来日した僧の一山一寧を開山に請うて岐阜市長良福光に創建したとされる。岐阜市長良には龍門寺という地名が残っている。創建時の山号は福光山であった。
しかし事実上の開山は、一山一寧の法孫の太清宗渭で、開基は土岐頼貞の長男の土岐頼直であったとされる。
揖斐川町の大興寺を開山した龍湫周澤が記した『随得集』に、「寄渭書記幷序」と題した詩文が残っている。
それによれば、太清宗渭は初めは兜率寺に、後に龍門寺に住したが、近くにあった兜率寺と龍門寺を合わせて禅院を開創した。この時、兜率寺から弥勒菩薩を迎え、新寺の寺号を龍門寺にしたとされる。
龍門寺の寺伝によれば、後宇多法皇から賜った「福光殿」の額があったという。
空谷明應の語録『佛日常光國師語録』には、「一山國師 濃州福光山龍門寺開山」と記され、
『扶桑五山記』には、「神淵山龍門禅寺 開山一山國師 在神淵郷 或日福光山」と筆録されている。このことから、神淵山となる前の山号は福光山であったことがわかる。
延文元年（1356年）に、五山・十刹に次ぐ諸山に列せられた。
至徳3年（1386年）には、東西800m、南北800mの敷地に壮大な伽藍が構築されていた。その後戦乱により福光山龍門寺は焼け落ちた。
明徳年間(1390年～1394年）の間に現在地に移されたと考えられる。その時に山号を神淵山に改めた。
龍門寺は15世紀中ごろには、当時、臨済宗五山派の京都相国寺の塔頭の雲頂院の末寺であった。
応仁の乱の時に妙心寺派に帰依していた守護代の斎藤妙椿によって、五山派であった龍門寺は神淵郷を押領された。
長享元年(1487年)頃、龍門寺の本寺である相国寺の塔頭の雲頂院は室町幕府へ訴え、同年12月25日に斎藤妙純から相国寺塔頭鹿苑寺蔭涼軒主の亀泉集証宛てに龍門寺領の神淵郷を返還する旨の回答があったが、なかなか実行しなかったので、
再度、安堵の奉書の下付を願ったのが明叔眞晃の申状である。これに対し4月7日になって蔭涼軒側は奉行人の連署奉書を申請して、斎藤妙純及び美濃天寧寺宛の亀泉集証の書を添えて、龍門寺庄主の明叔眞晃宛に送達した。
それにより寺領は返還されたが、既に五山派であった土岐氏という外護者が居なくなった龍門寺は存立の基盤が揺らいだ。
永正7年(1510年)、雪心宗安が龍門寺の公帖を受けたのを最後に五山関係の史料から姿を消すこととなった。この後、龍門寺は妙心寺派に転派したものと考えられる。
天文8年（1539年）に再び兵火に焼かれて瓦礫と化して衰退したが、
天文24年（1555年）に清泰寺の大圭紹琢により再興され同寺の末寺となった。
承応2年（1653年）には妙心寺の直末となった。
総門は寛文12年（1672年）に創建の棟札があるが、昭和34年（1959年）の伊勢湾台風で倒壊した。しかし彫物の龍は無事であったので復元されて門に掲げられている。
ある日、みずぼらしい男が寺にやって来て、座敷の襖に描かれている龍を何日も見つめていた。ある日の夕方、急に空が曇り雷鳴が轟き激しい雨となった。男は何を思ったのか、材木に鑿をコツコツと振るって何かを彫り始めた。数日たって寺の者が部屋を覗くと、大きな龍がまるで生きているかのように口を開けて横たわっていたが、男の姿はどこにも見当たらなかった。あまりに見事な出来栄えであったので、この龍を総門に掲げた。
暫くしてから、龍門寺の総門の龍が、夜に抜け出して暴れ回っているという噂が広がった。それでは夜にゆっくり眠ることができないので退治することとなり、鉄砲で撃ったため弾丸が貫通した穴があると言われている。龍門寺では読経を村人と一緒にあげて龍の供養をしたという。
境内には、文政8年(1825年)、犬山藩御用石工の県半右衛門正房によって造られた地蔵菩薩像がある。像は鵜沼で造られたが、蓮華台や敷石は神淵村で造られた。
現在の本堂は天保元年(1830年)の建立である。創建以来、3回火災があり、裡は平成18年（2006年）の建立である。
境内には龍の池や龍の井戸など龍にまつわるものがいくつかあり、神渕稲荷大明神の社もある。
甚五郎桜という古木があり、春には「甚五郎桜まつり」として花見客で賑わいをみせている。

## 文化財
絹本著色釈迦十六善神図、絹本著色涅槃図及び彩箋墨書妙法蓮華経寿量品第十六が岐阜県の重要文化財に指定されているほか、
土岐頼貞木像、一山一寧国師画像、開山国師墨書真筆が七宗町の重要文化財に指定されている。

## 関連リンク
- 龍門寺～心とからだの禅道場～